# Chevak
Chevak és una població dels Estats Units a l'estat d'Alaska. Segons el cens del 2007 tenia 828 habitants.

## Demografia
Segons el cens del 2000, Chevak tenia 765 habitants, 167 habitatges, i 129 famílies La densitat de població era de 259,1 habitants/km².
Dels 167 habitatges en un 64,1% hi vivien nens de menys de 18 anys, en un 41,3% hi vivien parelles casades, en un 20,4% dones solteres, i en un 22,2% no eren unitats familiars. En el 19,2% dels habitatges hi vivien persones soles el 0,6% de les quals corresponia a persones de 65 anys o més que vivien soles. El nombre mitjà de persones vivint en cada habitatge era de 4,58 i el nombre mitjà de persones que vivien en cada família era de 5,38.
Per edats la població es repartia de la següent manera: un 51,8% tenia menys de 18 anys, un 8,8% entre 18 i 24, un 23,9% entre 25 i 44, un 11,5% de 45 a 60 i un 4,1% 65 anys o més.
L'edat mediana era de 17 anys. Per cada 100 dones hi havia 113,7 homes. Per cada 100 dones de 18 o més anys hi havia 113,3 homes.
La renda mediana per habitatge era de 26.875 $ i la renda mediana per família de 27.375 $. Els homes tenien una renda mediana de 21.875 $ mentre que les dones 18.125 $. La renda per capita de la població era de 7.550 $. Aproximadament el 26,7% de les famílies i el 29,5% de la població estaven per davall del llindar de pobresa.

## Poblacions més properes
El següent diagrama mostra les poblacions més properes.